# Застава Кубе
Застава Кубе има 5 плавих и белих линија које представљају 5 регија на које је Куба била подељена у колонијално време. Црвени троугао представља крв кубанских хероја, а звезда суверенитет земље. Национална застава се први пут завиорила 1850. године у граду Кардено.

## Historia de la Bandera de Cuba
- Застава крста Бургундије (1521–1843)
- Застава Латинске Америке (1843–1873; 1874–1898)
- Застава Прве шпанске републике (1873–1874)
- Застава Сеспедеса у Десетогодишњем рату (1868–1878)
- Застава Прве Републике Кубе (1902–1906; 1909–1959)[1]
- Застава покрета 26. јул
- Стандард премијера Кубе (1959–1976)
- Стандард председника Кубе
- Застава војне владе Сједињених Држава на Куби (1898-1902; 1906–1909)